# Station Goetheweg
Station Goetheweg is een station van de Harzer Schmalspurbahnen (HSB), dat zich bevindt tussen Schierke en de Brocken. Het station ligt op een helling van 3,3%, en is buiten gebruik voor personenvervoer.
Het station werd in de jaren 30 met een stationsgebouw en seinpalen uitgerust. Na 1961 werd het personenverkeer stilgelegd en kwam er alleen nog goederenverkeer langs het station. In de jaren 80 was het spoor bij het station zo verslechterd dat de treinen niet langer tot de Brocken konden rijden, maar hier moesten stoppen.
Na de renovatie van de Brockenbahn in 1991 werd het station alleen nog gebruikt als passeerpunt. De stoomtrein naar Brocken passeert hier de stoomtrein naar Schierke, die wacht op dit station. In of uitstappen is op dit station niet mogelijk.
Drei Annen Hohne · Schierke · Goetheweg · Brocken